# Chili Bouchier
Dorothy Irene Bouchier, detta Chili (Londra, 12 settembre 1909 – Londra, 9 settembre 1999), è stata un'attrice britannica.

## Biografia
Dopo gli inizi da ballerina durante l'infanzia, Chili Bouchier divenne una tipografa dopo aver interrotto gli studi, per poi diventare una modella da Harrods. Recitò in oltre due dozzine di film muti, prima di cominciare a recitare in alcuni film sonori come Dawn, La parole che uccide e Il fantasma galante. Dagli anni 50 in poi si dedicò soprattutto al teatro, recitando, tra gli altri, nella produzione londinese de Trappola per topi nel 1975 e nella prima britannica del musical di Stephen Sondheim Follies nel 1985.

## Filmografia

### Cinema
- Dawn, è regia di Herbert Wilcox (1928)
- Il fantasma galante (The Ghost Goes West), regia di René Clair (1935)
- La parola che uccide (Murder in Reverse), regia di Montgomery Tully (1945)

### Televisione
- The Errol Flynn Theatre – serie TV, episodio 1x06 (1956)
- Douglas Fairbanks, Jr., Presents – serie TV, episodio 4x31 (1956)